# Mario Monducci
Mario Monducci (Reggio nell'Emilia, 2 maggio 1950 – Reggio nell'Emilia, 28 aprile 2020) è stato un politico italiano.

## Biografia
Commercialista, fu eletto deputato con il Partito Repubblicano Italiano nel 1983, ma si dimise nel 1986 e venne sostituito da Francesco Quintavalla.
Morì nella notte del 28 aprile 2020 colpito da infarto, pochi giorni prima di compiere 70 anni.